# Patrick Chakaipa
Patrick Chakaipa (1932. június 25. – Harare, 2003. április 8.) zimbabwei író, a Hararei főegyházmegye érseke.
Munkáit sona nyelven alkotta, a 20. század elején megjelent írott sona irodalom egyik jelentős alakja volt. Fiatalon lett katolikus pap, s 1976-ban szentelték érsekké. Az 1970-es évek végén egy papi delegációt vezetett Zambiába, hogy a menekülteket hazatérésre bírja, s ezzel is elősegítse a frissen megalakult Zimbabwe belső rendjének helyreállását. Élesen felemelte hangját az apartheid ellen is. Irodalmi munkásságára hazájának folklórja volt erőteljes hatással. Legismertebb kötete a Garandichauya' (Várj meg, visszatérek, 1963); ebben saját életéről ír.